# Saint-Germain-en-Brionnais
Saint-Germain-en-Brionnais település Franciaországban, Saône-et-Loire megyében. Lakosainak száma 177 fő (2022. január 1.). Saint-Germain-en-Brionnais Saint-Julien-de-Civry, Amanzé, Dyo, Prizy és Saint-Symphorien-des-Bois községekkel határos.

## Népesség
A település népessége az elmúlt években az alábbi módon változott:
| Lakosok száma | 197  | 194  | 199  | 190  | 189  | 185  | 186  | 181  | 177  |
|               | 2013 | 2015 | 2016 | 2017 | 2018 | 2019 | 2020 | 2021 | 2022 |